# Huahine (Gemeinde)

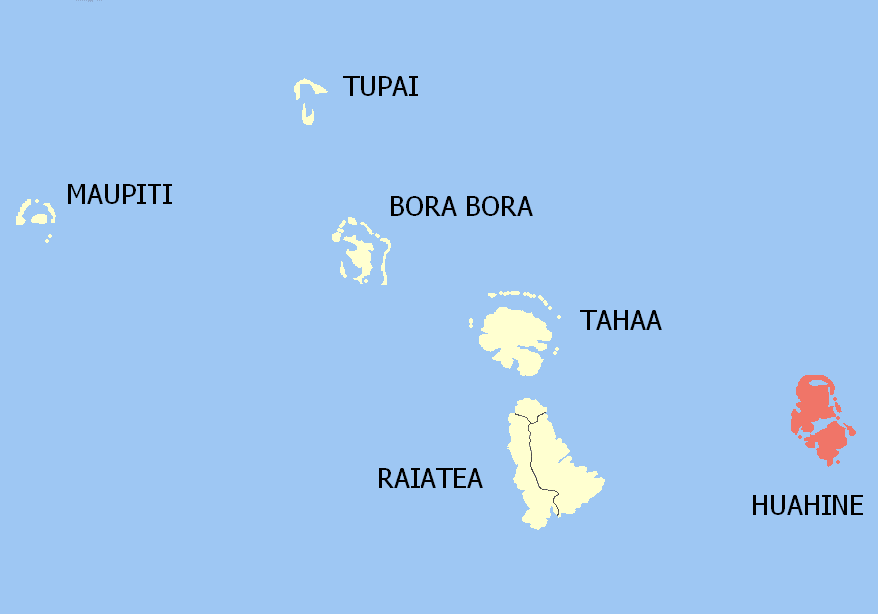
Lage der Gemeinde Huahine

Huahine ist eine französische Gemeinde im Bereich der Leeward Islands der Gesellschaftsinseln.
Sie umfasst die gleichnamige Insel Huahine, zählt 6263 Einwohner und ist in acht Teilgemeinden gegliedert:
| Teilgemeinde     | Faie | Fare | Fitii | Haapu | Maeva | Maroe | Parea | Tefarerii |
| ---------------- | ---- | ---- | ----- | ----- | ----- | ----- | ----- | --------- |
| Einwohner (2022) | 438  | 1600 | 1052  | 680   | 958   | 597   | 488   | 450       |

Der Hauptort (Chef-lieu) Fare, Maeva, Faie und Fitii befinden sich auf Huahine Nui, dem größeren, nördlich gelegenen Teil der Insel. Eine kleine, knapp 100 Meter lange Brücke verbindet ihn mit Huahine Iti mit Maroe, Haapu, Parea und Tefarerii.